# Callopistria ventralis
Callopistria ventralis là một loài bướm đêm trong họ Noctuidae.